# Lista do Patrimônio Mundial em Santa Lúcia
A Organização das Nações Unidas para a Educação, a Ciência e a Cultura (UNESCO) propôs um plano de proteção aos bens culturais do mundo, através do Comité sobre a Proteção do Património Mundial Cultural e Natural, aprovado em 1972. Esta é uma lista do Patrimônio Mundial existente no Panamá, especificamente classificada pela UNESCO e elaborada de acordo com dez principais critérios cujos pontos são julgados por especialistas na área. Santa Lúcia ratificou a convenção em 14 de outubro de 1991, tornando seus locais históricos elegíveis para inclusão na lista.
O sítio Área de Gestão Ambiental dos Pitons foi o primeiro local de Santa Lúcia incluído na lista do Patrimônio Mundial da UNESCO por ocasião da 28ª Sessão do Comitè do Património Mundial, realizada em Suzhou (China) em 2004. Desde então, este bem de classificação Natural permanece como o único sítio de Santa Lúcia classificado como Patrimônio da Humanidade.

## Bens culturais e naturais
Santa Lúcia conta atualmente com os seguintes sítios declarados como Patrimônio Mundial pela UNESCO:
| | Área de Gestão Ambiental dos Pitons |
| Bem natural inscrito em 2004. |                                     |
| Localização: Soufrière |                                     |
| Este local de 2,909 hectares está localizado perto da cidade de Soufrière. Compreende duas agulhas vulcânicas, o Grande Piton (770 metros) e o Pequeno Piton (743 metros), que se erguem juntos do mar e estão ligados por uma cordilheira chamada Middle Piton. Este complexo vulcânico inclui uma zona geotérmica com fumarolas sulfurosas e águas quentes. Quase 60% da área marinha do local é coberta por corais. Um estudo revelou a existência de 168 espécies de peixes sarcopterígios e actinopterígios, 60 espécies de celenterados -incluindo corais-, oito moluscos, 14 esponjas, 11 equinodermos, 15 artrópodes e oito vermes anelídeos. A vegetação terrestre predominante é a floresta tropical úmida, que com a altura torna-se floresta tropical subtropical com áreas reduzidas de floresta seca e áreas de floresta élfica úmida nos cumes. Pelo menos 148 espécies de plantas foram catalogadas no Grande Piton, enquanto 97 estão localizadas no Pequeno Piton e no cume intermediário. Existem oito espécies de árvores raras. O Grande Piton é o lar de 27 espécies de aves (cinco endêmicas), três roedores nativos, três morcegos, oito répteis, três anfíbios e um gambá. (UNESCO/BPI) |                                     |

## Lista Indicativa
Em adição aos sítios inscritos na Lista do Patrimônio Mundial, os Estados-membros podem manter uma lista de sítios que pretendam nomear para a Lista de Patrimônio Mundial, sendo somente aceitas as candidaturas de locais que já constarem desta lista. Desde 2004, Santa Lúcia não apresenta locais na sua Lista Indicativa.